# Hoa Kỳ cấm vận Cuba
Hoa Kỳ cấm vận Cuba từ năm 1958, cấm doanh nghiệp Hoa Kỳ tiến hành hoạt động thương mại với Cuba. Quan hệ Cuba – Hoa Kỳ hiện tại lạnh nhạt do xung đột lịch sử và khác biệt hệ tư tưởng. Lệnh cấm vận của Hoa Kỳ tác động toàn diện đến nền kinh tế Cuba và là lệnh cấm vận thương mại lâu nhất trong lịch sử hiện đại.
Chính phủ Hoa Kỳ lần đầu áp dụng lệnh cấm vận vũ khí đối với chế độ Fulgencio Batista vào năm 1958. Sau Cách mạng Cuba, chính phủ cách mạng quốc hữu hóa nền kinh tế, áp thuế nhập khẩu cao đối với hàng hóa Hoa Kỳ và tịch thu tài sản thuộc sở hữu Hoa Kỳ mà không bồi thường, bao gồm cả các nhà máy lọc dầu. Năm 1960, Hoa Kỳ trả đũa bằng cách áp lệnh cấm vận thương mại đối với Cuba, ngoại trừ thực phẩm và thuốc. Sau cuộc Khủng hoảng tên lửa Cuba, Hoa Kỳ áp đặt lệnh cấm vận toàn diện đối với Cuba. Từ năm 1992, Liên Hợp Quốc mỗi năm thông qua nghị quyết yêu cầu Hoa Kỳ dỡ bỏ lệnh cấm vận.
Những cơ sở pháp lý của lệnh cấm vận bao gồm Luật Giao thương với địch năm 1917, Luật Viện trợ nước ngoài, Quy định Kiểm soát tài sản Cuba, Luật Dân chủ Cuba, Luật Helms–Burton và Luật Cải cách trừng phạt thương mại và Tăng cường xuất khẩu. Quan hệ Cuba – Hoa Kỳ vẫn căng thẳng do những khác biệt về nhập cư, chống khủng bố, quyền dân sự và chính trị, nhân quyền, can thiệp bầu cử, lan truyền thông tin sai lệch, viện trợ nhân đạo, chính sách thương mại, bồi thường tài chính, dẫn độ người bỏ trốn và chính sách đối ngoại của Cuba.

## Lịch sử

### Tổng thống Eisenhower

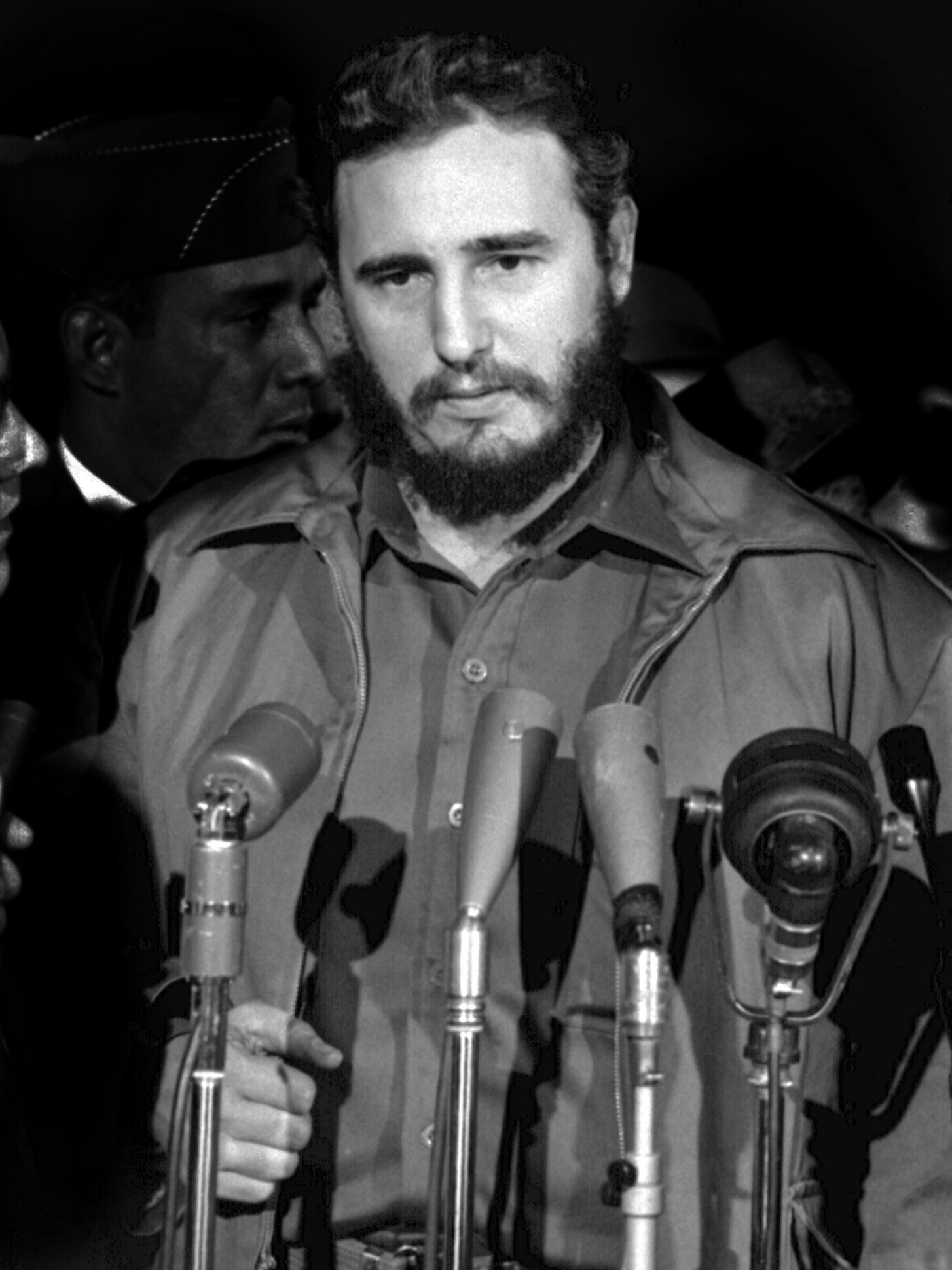
Fidel Castro ở Washington, D.C., năm 1960

Ngày 14 tháng 3 năm 1958, Hoa Kỳ áp đặt lệnh cấm vận vũ khí đối với Cuba trước bối cảnh xung đột vũ trang giữa quân nổi dậy do Fidel Castro lãnh đạo và chế độ Fulgencio Batista. Chính sách của Hoa Kỳ là cho phép bán vũ khí cho các nước Mỹ Latinh đã ký Hiệp ước Hỗ tương Liên Mỹ châu miễn là vũ khí không được sử dụng cho mục đích thù địch. Sau khi chính quyền cách mạng được thành lập vào ngày 1 tháng 1 năm 1959, mối quan hệ giữa Cuba và Hoa Kỳ ban đầu thân thiện nhưng trở nên căng thẳng sau khi chính quyền mới tiến hành tịch thu đất đai thuộc sở hữu của nhiều doanh nghiệp Hoa Kỳ và bắt đầu tài trợ cho các phong trào cách mạng ở các khu vực khác của vùng Caribe. Tháng 3 năm 1960, chính phủ Hoa Kỳ bắt đầu lập kế hoạch lật đổ chính quyền Castro.
Trong một bản ghi nhớ vào tháng 4 năm 1960, Bộ Ngoại giao Hoa Kỳ nhận định rằng đa số nhân dân Cuba ủng hộ chính quyền Castro và không có một phe đối lập hiệu quả nào trong nước. Bản ghi nhớ xác định rằng cách duy nhất để làm lung lay chế độ mới là đánh vào kinh tế của người dân và đề xuất một chính sách kín đáo nhằm tác động đến tài chính, vật tư, tiền lương của Cuba để gây ra "đói kém, tuyệt vọng và lật đổ chính phủ." Tháng 5 năm 1960, chính phủ Cuba bắt đầu công khai mua vũ khí từ Liên Xô. Tháng 7 năm 1960, Hoa Kỳ giảm hạn ngạch nhập khẩu đường nâu từ Cuba xuống còn 700.000 tấn theo Luật Đường năm 1948; Liên Xô đồng ý mua bù số đường của Cuba.
Tháng 6 năm 1960, Hoa Kỳ cấm xuất khẩu dầu cho Cuba. Liên Xô ký một hiệp định thương mại với Cuba, đồng ý cung cấp 900.000 tấn dầu cho Cuba. Hoa Kỳ đáp trả bằng cách thuyết phục Esso, Texaco, và Shell từ chối xử lý dầu thô của Liên Xô tại nhà máy lọc dầu của họ ở La Habana và Santiago de Cuba.(tr40) Từ ngày 29 tháng 6 năm 1960, Cuba tịch thu các nhà máy lọc dầu của ba công ty,(tr40) Hoa Kỳ phản ứng bằng cách ngừng nhập khẩu đường từ Cuba.(tr40)
Trong một bức thư gửi Thủ tướng Anh Harold Macmillan vào ngày 11 tháng 7 năm 1960, Tổng thống Eisenhower đề nghị Vương quốc Anh tham gia Hoa Kỳ trừng phạt Cuba. Eisenhower giải thích rằng lý do ban đầu cho sự hạ cấp quan hệ ngoại giao với Cuba là:
Việc hủy bỏ các cuộc bầu cử, sự trỗi dậy của các nhóm theo khuynh hướng Cộng sản, sự thanh trừng những thành phần ôn hòa, những vụ hành quyết, truy lùng tất cả các thành phần chống Cộng, những nỗ lực bất thành do Cuba hỗ trợ nhằm lật đổ nhiều chính phủ ở vùng Caribe và những lời chỉ trích gay gắt chống Mỹ... Chúng tôi bị ảnh hưởng trực tiếp khi Castro ban hành phiên bản Luật Cải cách ruộng đất của những thành phần cực đoan và cho phép tịch thu nhiều tài sản của Hoa Kỳ mà không có bồi thường.

Eisenhower cho rằng bản thân ông đã có "chính sách kiềm chế" trong suốt năm 1959, nhưng giọt nước tràn ly dẫn đến chính sách chủ động chống lại chính quyền Castro vào năm 1960 là:
...Cuba đã được giao cho Liên Xô như một công cụ để làm suy yếu vị thế của chúng ta ở Mỹ Latinh và trên thế giới.

Ngày 30 tháng 8 năm 1960, chính phủ Cuba quốc hữu hóa ba nhà máy lọc dầu của Hoa Kỳ, Công ty Điện lực Cuba, Công ty Điện thoại Cuba và 36 nhà máy đường.(tr40) Công ty Dầu mỏ Cuba thuộc sở hữu nhà nước tiếp quản các nhà máy lọc dầu. Chính quyền Eisenhower đáp trả bằng cách áp đặt lệnh cấm vận thương mại đầu tiên đối với Cuba, cấm bán tất cả các sản phẩm cho Cuba, ngoại trừ hàng viện trợ nhân đạo.
Tháng 10 năm 1960, chính quyền Cuba quốc hữu hóa tất cả các doanh nghiệp Hoa Kỳ và hầu hết các tài sản tư nhân của Hoa Kỳ tại Cuba. Luật quốc hữu hóa của Cuba quy định chính phủ bồi thường cho chủ sở hữu bằng bằng trái phiếu Cuba và lãi, gốc của trái phiếu được thanh toán bằng tiền bán đường Cuba cho Hoa Kỳ. Tuy nhiên, Hoa Kỳ tiếp tục không mua đường Cuba(tr347) và không có trái phiếu nào do Hoa Kỳ sở hữu được thanh toán. Những quốc gia khác bị quốc hữu hóa tài sản, bao gồm Thụy Sĩ, Canada, Tây Ban Nha và Pháp, chấp nhận các điều khoản vì tin chắc rằng sẽ không thể đạt được một thỏa thuận tốt hơn.
Tháng 1 năm 1961, Hoa Kỳ cắt đứt quan hệ ngoại giao với Cuba. Lệnh cấm vận thương mại một phần của Hoa Kỳ đối với Cuba tiếp tục có hiệu lực theo Luật Giao thương với địch năm 1917. Việc chính phủ Cuba quốc hữu hóa tài sản của Hoa Kỳ là "vụ chính phủ nước ngoài tịch thu tài sản của Hoa Kỳ không có bồi thường lớn nhất trong lịch sử." Hầu hết tài sản bị tịch thu thuộc sở hữu của các tập đoàn lớn của Hoa Kỳ, bao gồm các nhà máy đường, mỏ và nhà máy lọc dầu, còn lại là nhà nghỉ dưỡng và tài khoản ngân hàng của một số người giàu có.

### Tổng thống Kennedy
Sau Sự kiện Vịnh Con Lợn, một chiến dịch được Eisenhower vạch ra và được Tổng thống John F. Kennedy phê chuẩn, Cuba tuyên bố là một nhà nước "xã hội chủ nghĩa" và liên minh với Liên Xô. Ngày 4 tháng 9 năm 1961, Quốc hội thông qua Luật Viện trợ nước ngoài, cấm tất cả viện trợ cho Cuba và cho phép tổng thống áp đặt lệnh cấm vận thương mại toàn diện đối với Cuba. Ngày 21 tháng 1 năm 1962, Tổ chức các quốc gia châu Mỹ biểu quyết đình chỉ tư cách thành viên của Cuba, với 14 phiếu thuận, một phiếu chống (Cuba) và sáu phiếu trắng. Từ ngày 26 tháng 7 năm 1964 đến ngày 29 tháng 7 năm 1975, Tổ chức các quốc gia châu Mỹ áp đặt các lệnh trừng phạt đa phương đối với Cuba.
Năm 1962, Kennedy mở rộng lệnh cấm vận đến tất cả các mặt hàng nhập khẩu có hàm lượng Cuba, ngay cả khi thành phẩm được sản xuất hoặc lắp ráp bên ngoài Cuba. Ngày 3 tháng 8 năm 1962, Quốc hội sửa đổi Luật Viện trợ nước ngoài, cấm viện trợ cho bất kỳ quốc gia nào viện trợ cho Cuba. Ngày 7 tháng 9 năm 1962, Kennedy mở rộng lệnh cấm vận đến tất cả các hoạt động thương mại của Cuba, ngoại trừ thực phẩm và thuốc không được trợ giá. Sau Khủng hoảng tên lửa Cuba, Kennedy hạn chế việc đi lại đến Cuba và ban hành Quy định kiểm soát tài sản Cuba, đóng băng tài sản của Cuba tại Hoa Kỳ và củng cố các hạn chế hiện có.

### Nới lỏng ban đầu
Các hạn chế đi lại đến Cuba đối với công dân Hoa Kỳ phải được gia hạn sáu tháng một lần. Tổng thống Jimmy Carter không gia hạn các hạn chế đi lại vào ngày 19 tháng 3 năm 1977 và dỡ bỏ hạn chế về việc sử dụng đô la Mỹ ở Cuba. Ngày 19 tháng 4 năm 1982, Tổng thống Ronald Reagan khôi phục lệnh cấm vận, nhưng chỉ áp dụng đối với các chuyến công tác và du lịch và không áp dụng cho việc đi lại của các quan chức Hoa Kỳ, nhân viên của các tổ chức làm phim hoặc tin tức, người làm nghiên cứu chuyên môn và người đến thăm người thân.

### Tăng cường cấm vận
Sau khi quân đội Cuba bắn hạ hai máy bay của tổ chức lưu vong Cuba Hermanos al Rescate vào năm 1996, khiến ba công dân Mỹ và một thường trú nhân Mỹ thiệt mạng, Quốc hội Hoa Kỳ thông qua Luật Helms-Burton, quy định công ty nước ngoài nào "cố ý buôn bán tài sản ở Cuba tịch thu không bồi thường từ một công dân Hoa Kỳ" có thể bị khởi kiện và lãnh đạo công ty có thể bị cấm nhập cảnh vào Hoa Kỳ. Công ty nước ngoài giao dịch với Cuba cũng có thể bị trừng phạt. Tàu cập cảng Cuba không được phép cập cảng Hoa Kỳ trong thời hạn sáu tháng. Tổng thống có quyền đình chỉ việc áp dụng đạo luật trong thời hạn tối đa sáu tháng một lần. Các đời tổng thống Hoa Kỳ đều đình chỉ việc áp dụng đạo luật cho đến khi Donald Trump nhậm chức tổng thống vào năm 2019.
Tháng 10 năm 2000, Quốc hội thông qua Luật Cải cách trừng phạt thương mại và Tăng cường xuất khẩu nhằm nới lỏng lệnh cấm vận dưới sức ép của ngành kinh doanh nông nghiệp Hoa Kỳ. Đạo luật cho phép bán nông sản và thuốc cho Cuba vì lý do nhân đạo. Chính phủ Cuba cho phép mua thực phẩm từ Hoa Kỳ sau cơn bão Michelle vào tháng 11 năm 2001.

### Tan băng Cuba–Hoa Kỳ

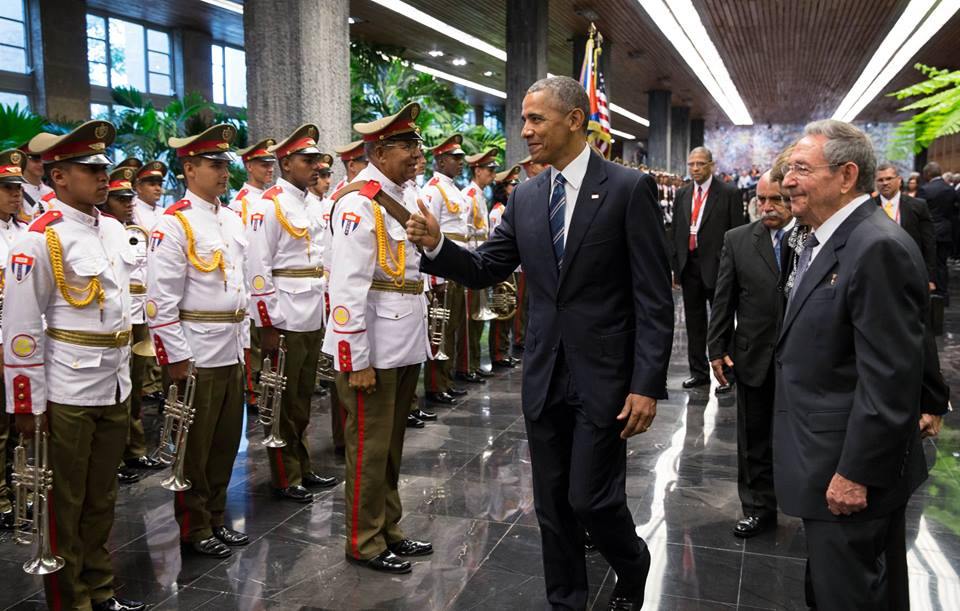
Barack Obama và Raúl Castro tại Cung điện Cách mạng ở La Habana, năm 2016

Tháng 4 năm 2009, Tổng thống Hoa Kỳ Barack Obama nới lỏng lệnh cấm đi lại của Hoa Kỳ, cho phép người Mỹ gốc Cuba được tự do đi lại tới Cuba nhằm cố gắng làm ấm lại mối quan hệ. Ana Cecilia là con tàu đầu tiên được chính thức chấp thuận khởi hành từ Miami đến Cuba vào tháng 7 năm 2012. Năm 2014, Obama tuyên bố ý định chính thức tái lập quan hệ với Cuba và sau đó hoàn tất trao đổi tù nhân. Ngày 11 tháng 4 năm 2015, Tổng thống Obama và Chủ tịch Hội đồng Nhà nước Cuba Raúl Castro lần đầu tiên gặp nhau sau hơn 50 năm. Ngày 29 tháng 5 năm 2015, Hoa Kỳ xóa Cuba khỏi danh sách Các quốc gia tài trợ cho khủng bố. Các ngân hàng Hoa Kỳ sau đó được phép tạm thời mở tài khoản tại các ngân hàng Cuba.
Ngày 20 tháng 7 năm 2015, Hoa Kỳ và Cuba chính thức tái lập quan hệ ngoại giao. Hoa Kỳ tăng cấp phép đi lại đến Cuba, sửa đổi các quy định về hàng không dân dụng, máy bay chở khách thương mại và bình thường hóa các quy định về giấy phép xuất nhập khẩu. Tháng 2 năm 2016, Hoa Kỳ cấp phép hai công dân Hoa Kỳ xây dựng một nhà máy sản xuất máy kéo trị giá 5-10 triệu đô la Mỹ, nhưng đề xuất bị chính phủ Cuba bác bỏ vì Cuba không thừa nhận quyền sở hữu nhà máy. Trước khi hết nhiệm kỳ, Obama chấm dứt chính sách chân ướt, chân khô nhằm khuyến khích người Cuba nhập cư hợp pháp vào Hoa Kỳ.

### Khôi phục cấm vận
Ngày 8 tháng 11 năm 2017, Hoa Kỳ khôi phục các hạn chế về kinh doanh và đi lại đến Cuba. Năm 2019, ExxonMobil khởi kiện chính phủ Cuba vì chiếm đoạt tài sản vào thập niên 1960. Tháng 9 năm 2019, Hoa Kỳ hạn chế gửi kiều hối từ Hoa Kỳ về Cuba và hạn chế quyền sử dụng hệ thống tài chính Hoa Kỳ của Cuba. Tháng 1 năm 2021, Bộ Ngoại giao Hoa Kỳ liệt Cuba vào danh sách Các quốc gia tài trợ cho khủng bố và áp lệnh trừng phạt Cuba vì ủng hộ Tổng thống Venezuela Nicolás Maduro. Bộ Ngân khố Hoa Kỳ áp lệnh trừng phạt Bộ Nội vụ Cuba vì vi phạm nhân quyền.

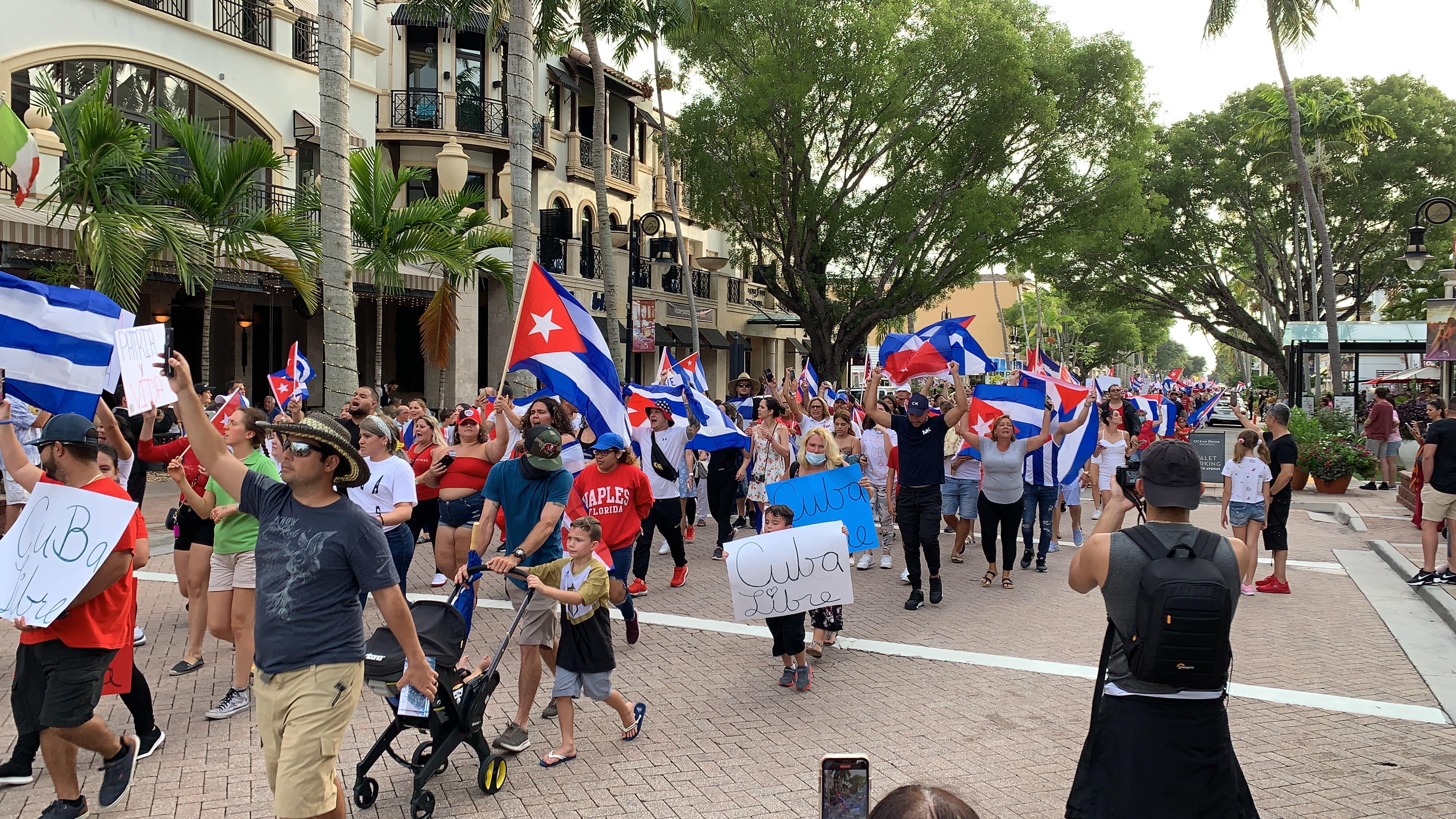
Biểu tình ủng hộ Hoa Kỳ cấm vận Cuba ở Naples, Florida, năm 2021

Tháng 7 năm 2021, Hoa Kỳ áp đặt lệnh trừng phạt lực lượng cảnh sát của Cuba và hai lãnh đạo Cuba vì tình trạng bạo lực chính trị liên quan đến biểu tình Cuba 2021. Cuba đáp trả bằng cách cấm gửi tiền đô la Mỹ vào các ngân hàng Cuba nhưng phải hủy bỏ lệnh cấm do khó khăn kinh tế vào năm 2023. Năm 2024, chính phủ Hoa Kỳ nới lỏng một số lệnh trừng phạt tài chính các công ty của Cuba nhưng không có quan hệ với chính phủ Cuba. Tổng thống Biden áp thêm các lệnh trừng phạt Cuba trong biểu tình Cuba 2024, làm gia tăng căng thẳng ngoại giao với Cuba. Tháng 12 năm 2024, Chủ tịch nước Cuba Miguel Díaz-Canel và cựu chủ tịch Raúl Castro tham gia cuộc biểu tình cùng "hàng chục nghìn người Cuba" phản đối lệnh cấm vận của Hoa Kỳ sau khi Trump tái cử tổng thống.

### Cấm vận "áp lực toàn diện"
Từ tháng 1 năm 2025, chính phủ Hoa Kỳ thắt chặt đáng kể lệnh cấm vận đối với Cuba theo chiến lược "áp lực toàn diện". Bộ Ngoại giao Hoa Kỳ lần thứ ba liệt Cuba là quốc gia tài trợ cho khủng bố, công bố các lệnh trừng phạt đối với các nhà thầu quân sự Cuba và siết chặt hạn chế quyền tiếp cận đô la Mỹ của Cuba. Bộ An ninh Nội địa Hoa Kỳ và Tuần duyên Hoa Kỳ bắt đầu hạn chế việc tiếp nhận người tị nạn kinh tế từ Cuba, Haiti, Nicaragua và Venezuela. Hoa Kỳ cũng kích hoạt lại Luật Helms–Burton. Chính phủ Hoa Kỳ ngừng tài trợ các cơ quan truyền thông tập trung vào Cuba và mở rộng các hạn chế về thị thực đối với quan chức Cuba liên quan đến chương trình xuất khẩu lao động của Cuba.

## Tác động

### Kinh tế

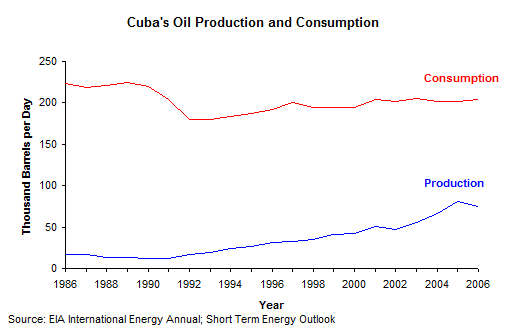
Sản lượng và mức tiêu thụ dầu của Cuba trong thời kỳ suy thoái kinh tế từ năm 1991 đến năm 2000, được gọi là Giai đoạn Đặc biệt ở Cuba.

Lệnh cấm vận của Hoa Kỳ tác động toàn diện đến nền kinh tế Cuba. Năm 2023, Liên Hợp Quốc ước tính lệnh cấm vấn của Hoa Kỳ đã gây tổng thiệt hại nền kinh tế Cuba lên tới hàng nghìn tỷ đô la Mỹ. Một báo cáo năm 2015 trên Al Jazeera ước tính lệnh cấm vận gây tổng thiệt hại nền kinh tế Cuba 1,1 nghìn tỷ đô la Mỹ. Năm 2018, chính phủ Cuba ước tính tổng thiệt hại kinh tế của lệnh cấm vận là khoảng 933 tỷ đô la Mỹ. Năm 2009, Phòng Thương mại Hoa Kỳ ước tính lệnh cấm vận gây thiệt hại nền kinh tế Hoa Kỳ 1,2 tỷ đô la Mỹ mỗi năm, trong khi chính phủ Cuba ước tính lệnh cấm vận gây thiệt hại cho Cuba 753 triệu đô la Mỹ mỗi năm. Năm 2001, Ủy ban Thương mại Quốc tế Hoa Kỳ ước tính rằng nếu không có lệnh cấm vận thì kim ngạch nhập khẩu của Cuba vào Hoa Kỳ sẽ đạt 658 triệu đô la Mỹ từ năm 1996 đến năm 1998. Năm 2002, tổ chức Quỹ Chính sách Cuba có lập trường chống cấm vận có trụ sở tại Hoa Kỳ ước tính lệnh cấm vận gây thiệt hại nền kinh tế Hoa Kỳ 3,6 tỷ đô la Mỹ mỗi năm. Liên Hợp Quốc ước tính thiệt hại nền kinh tế Cuba từ năm 2022 đến năm 2023 là 4,87 tỷ đô la Mỹ.
Hoa Kỳ đã gây sức ép đến các công ty nước ngoài để thực thi lệnh cấm vận. Năm 1991, Đại sứ Cuba tại Liên Hợp Quốc Ricardo Alarcón cho biết đã có 27 trường hợp Hoa Kỳ gây sức ép làm gián đoạn các hợp đồng thương mại của Cuba với nước ngoài. Hoa Kỳ ngăn BP đầu tư vào hoạt động thăm dò dầu khí ngoài khơi ở Cuba. Năm 1992, Bộ Ngoại giao Hoa Kỳ đề nghị các công ty như Royal Dutch Shell và Clyde Petroleum không đầu tư vào Cuba. Hoa Kỳ cho rằng tình trạng kinh tế khó khăn của Cuba không phải do lệnh cấm vận mà là do Cuba không cải cách kinh tế và thanh toán các khoản nợ đáng kể đối với Nhật Bản, châu Âu và Mỹ Latinh.

### Tài chính
Chính phủ Hoa Kỳ áp đặt các hạn chế đáng kể đối với hoạt động tài chính ở Cuba. Ủy ban giải quyết khiếu nại nước ngoài của Hoa Kỳ ước tính các yêu cầu bồi thường đối với chính phủ Cuba hơn 6 tỷ đô la Mỹ. Chính phủ Cuba phải trả tiền mặt để nhập khẩu thực phẩm từ Hoa Kỳ. Cuba phụ thuộc vào kiều hối từ Hoa Kỳ và khả năng tiếp cận đô la Mỹ ảnh hưởng đến tài chính của Cuba. Các hạn chế tiếp cận đô la Mỹ và hệ thống tài chính Hoa Kỳ làm trầm trọng thêm bất bình đẳng kinh tế ở Cuba và buộc Cuba phải đô la hóa. Ngân hàng ở Cuba bị cấm hoạt động tại Hoa Kỳ.
Cuba tiếp tục tiến hành quan hệ tài chính với nhiều quốc gia, bao gồm nhiều đồng minh của Hoa Kỳ. Hoa Kỳ đã đe dọa ngừng viện trợ cho những quốc gia buôn bán hàng hóa không phải là lương thực với Cuba. Đại Hội đồng Liên Hợp Quốc đã lên án những nỗ lực của Hoa Kỳ là vi phạm "quyền bình đẳng về chủ quyền của các quốc gia, nguyên tắc không can thiệp vào công việc nội bộ của nhau và tự do thương mại, hàng hải".

### Nhân đạo
Lệnh cấm vận của Hoa Kỳ tác động đến thực phẩm, nước sạch, thuốc và những nhu cầu kinh tế khác của nhân dân Cuba. Mặc dù thực phẩm và thuốc được miễn cấm vận theo Luật Cải cách trừng phạt thương mại và Tăng cường xuất khẩu năm 2000, những quy định cấp phép phức tạp về hàng hóa được sản xuất hoặc cấp bằng sáng chế ở Hoa Kỳ hạn chế nghiêm ngặt việc xuất khẩu thuốc, thiết bị, vật tư y tế sang Cuba. Năm 2020, kim ngạch xuất khẩu từ Hoa Kỳ sang Cuba là 176,8 triệu đô la Mỹ và kim ngạch nhập khẩu từ Cuba vào Hoa Kỳ là 14,9 triệu đô la Mỹ.

### Hạn chế đi lại

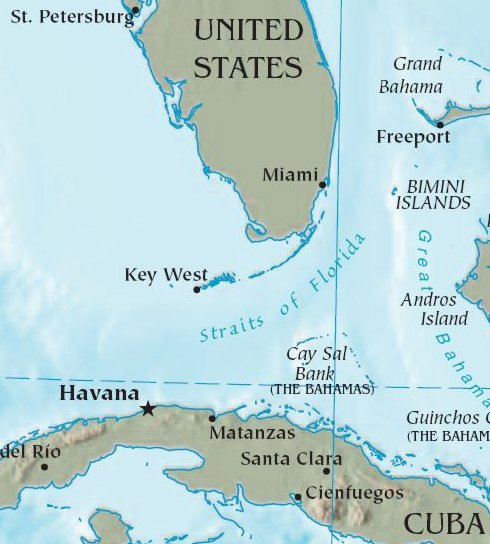
Cuba cách Florida 145 km về phía nam

Hoa Kỳ hạn chế công dân Hoa Kỳ đi lại đến Cuba từ năm 1961. Chính phủ Hoa Kỳ cảnh báo công dân Hoa Kỳ không nên đến Cuba do tình hình tội phạm. Pháp luật Hoa Kỳ quy định người nào thuộc thẩm quyền của Hoa Kỳ phải có giấy phép để đi lại đến Cuba, nhưng cấm việc đi lại vì mục đích du lịch. Văn phòng Kiểm soát tài sản nước ngoài của Bộ Ngân khố Hoa Kỳ coi một chuyến thăm kéo dài hơn một ngày là vi phạm lệnh cấm vận và cấm công dân Hoa Kỳ nhận hàng hóa, dịch vụ miễn phí từ công dân Cuba.

#### Vi phạm
Công dân Hoa Kỳ có thể đến Cuba thông qua một nước khác, chẳng hạn như México, Bahamas, Canada hoặc Costa Rica. Năm 2006, Hoa Kỳ thành lập một tổ đặc nhiệm phụ trách truy tố người vi phạm lệnh cấm vận. Công dân, pháp nhân Hoa Kỳ vi phạm lệnh cấm vận có thể bị phạt tù đến mười năm, phạt tiền đến 1 triệu đô la Mỹ đối với doanh nghiệp và 250.000 đô la Mỹ đối với cá nhân; hình phạt dân sự lên tới 55.000 đô la đối với mỗi lần vi phạm.

## Chỉ trích

### Quốc tế

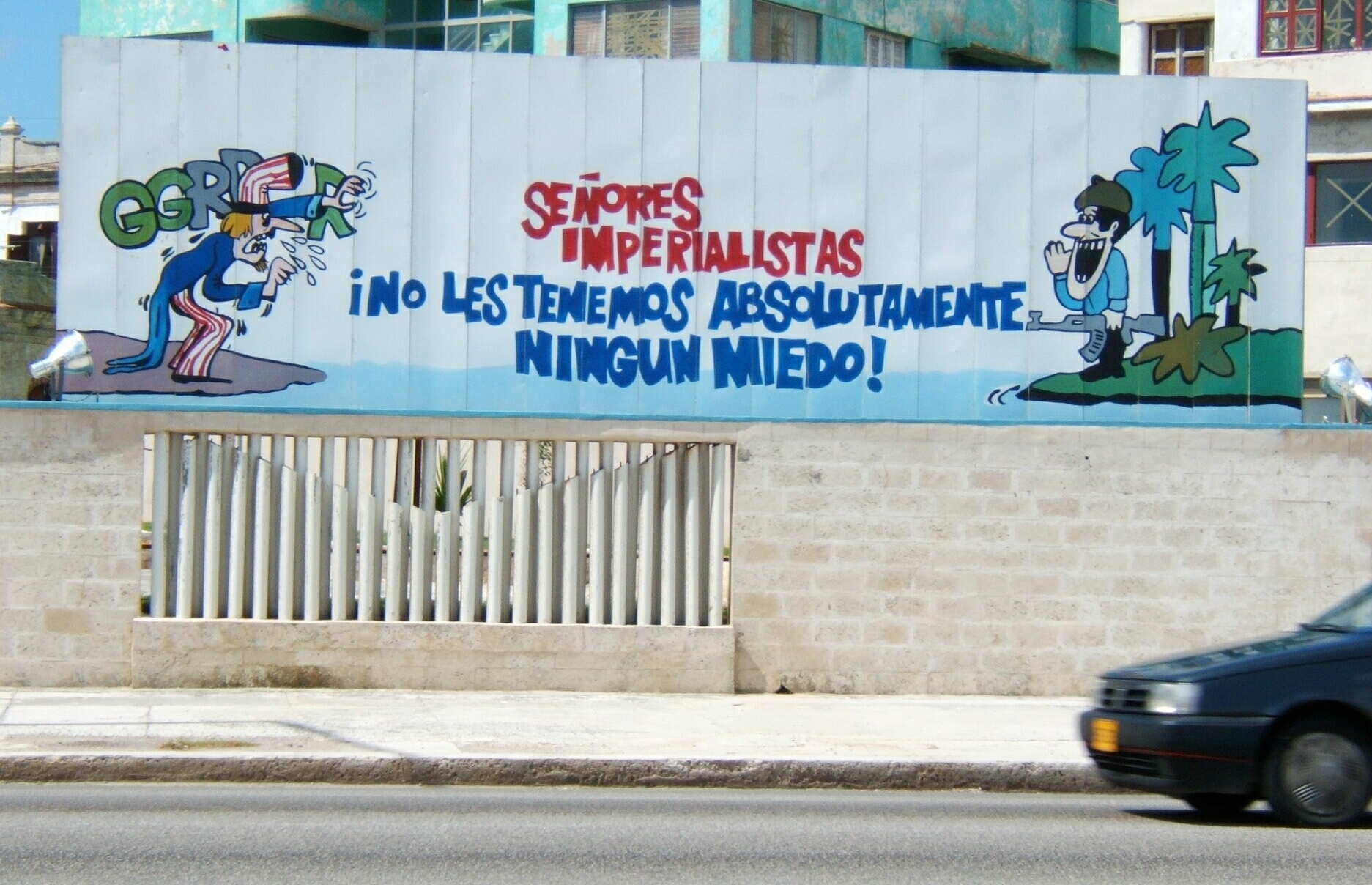
Áp phích chống Mỹ ở La Habana, dòng chữ có nghĩa là "Ngài Đế quốc, chúng tôi không sợ ông!", năm 2005

Nhiều tổ chức quốc tế phản đối lệnh cấm vận của Hoa Kỳ, bao gồm Ân xá Quốc tế, Tổ chức Theo dõi Nhân quyền và Ủy ban Nhân quyền liên Mỹ.
Canada và các nước châu Âu đặc biệt chỉ trích Luật Helms-Burton vì trừng phạt các tập đoàn và nhà đầu tư nước ngoài có lợi ích kinh tế tại Cuba. Hội đồng châu Âu chỉ trích lệnh cấm vận của Hoa kỳ là áp đặt thẩm quyền của Hoa Kỳ tại nước ngoài và gián tiếp tác động đến tăng trưởng kinh tế của các nước châu Âu có quan hệ với Cuba, đồng thời đề nghị hai bên giải quyết tranh chấp tại Tổ chức Thương mại Thế giới.

### Hoa Kỳ
Nhiều chính trị gia Hoa Kỳ đã chỉ trích lệnh cấm vận. Năm 2002, cựu Tổng thống Jimmy Carter kêu gọi chấm dứt lệnh cấm vận. Năm 2005, cựu Bộ trưởng Ngoại giao George Shultz gọi lệnh cấm vận là "điên rồ". Trong chiến dịch tranh cử tổng thống năm 2008, Barack Obama đề cập đến việc nới lỏng lệnh cấm vận, nhưng cam kết sẽ duy trì nó. Tháng 12 năm 2014, Obama gọi lệnh cấm vận là một thất bại và đề nghị Quốc hội dỡ bỏ lệnh cấm vận. Bộ trưởng Ngoại giao Hillary Clinton đã bày tỏ quan điểm rằng gia đình Castro lợi dụng lệnh cấm vận để duy trì quyền lực bằng cách tuyên truyền chống Mỹ. Nhóm công tác Mỹ Latinh cho rằng nhóm lợi ích người Mỹ gốc Cuba có thể thuyết phục nhiều chính trị gia ủng hộ lệnh cấm vận như họ vì là khối cử tri rất quan trọng tại Florida. Tháng 6 năm 2011, George McGovern cho rằng nhóm người Mỹ gốc Cuba ở Miami là nguyên nhân lệnh cấm vận tiếp tục được duy trì.

### Tôn giáo
Giáo hoàng Gioan Phaolô II kêu gọi chấm dứt lệnh cấm vận trong chuyến thăm mục vụ đến México vào năm 1979. Thượng phụ Batôlômêô I gọi lệnh cấm vận là một "sai lầm lịch sử" khi đến thăm Cuba vào năm 2004. Mục sư Jesse Jackson, Mục sư Al Sharpton và Mục sư Louis Farrakhan đã tuyên bố phản đối lệnh cấm vận. Sau khi Giáo hoàng Biển Đức XVI thăm Cuba vào năm 2012, Hội đồng Giám mục Hoa Kỳ kêu gọi Hoa Kỳ chấm dứt lệnh cấm vận.

### Liên Hợp Quốc
Từ năm 1992, Đại Hội đồng Liên Hợp Quốc mỗi năm thông qua một nghị quyết không ràng buộc tuyên bố lệnh cấm vận của Hoa Kỳ vi phạm Hiến chương Liên Hợp Quốc và luật pháp quốc tế, ngoại trừ vào năm 2020 do đại dịch COVID-19. Israel là nước duy nhất thường xuyên biểu quyết không tán thành nghị quyết cùng với Hoa Kỳ. Những nước khác từng biểu quyết không tán thành bao gồm România vào năm 1992, Albania và Paraguay vào năm 1993, Uzbekistan từ năm 1995 đến năm 1997, Quần đảo Marshall từ năm 2000 đến năm 2007, Palau từ năm 2004 đến năm 2009, vào năm 2012 và Brasil vào năm 2019. Năm 2024, 187 quốc gia biểu quyết tán thành nghị quyết, Hoa Kỳ và Israel biểu quyết không tán thành và Moldova biểu quyết trắng.

## Dư luận Hoa Kỳ
Một cuộc thăm dò của USA Today/Gallup vào năm 2008 cho thấy 61% người Mỹ tin ủng hộ tái lập quan hệ ngoại giao với Cuba. Tháng 1 năm 2012, một cuộc thăm dò ý kiến của Angus Reid cho thấy 57% người Mỹ ủng hộ chấm dứt lệnh cấm đi lại đến Cuba, 27% người Mỹ phản đối và 16% không chắc chắn.
Từ năm 1991 đến năm 2020, Viện nghiên cứu Cuba tại Đại học Quốc tế Florida tiến hành 13 cuộc thăm dò ý kiến người Mỹ gốc Cuba ở Quận Miami-Dade, Florida. Năm 1991, tỷ lệ ủng hộ lệnh cấm vận là 67,9%, giảm xuống mức thấp nhất là 31,6% vào năm 2016 trong thời kỳ tan băng quan hệ và tăng trở lại lên 54% vào năm 2020 sau khi quan hệ trở nên căng thẳng. Năm 2024, Viện nghiên cứu Cuba báo cáo rằng 55% cử tri người Mỹ gốc Cuba ở Nam Florida ủng hộ duy trì lệnh cấm vận trong khi 43% ủng hộ nới lỏng các lệnh trừng phạt vì mục đích nhân đạo.